# Annickia lebrunii
Annickia lebrunii är en kirimojaväxtart som först beskrevs av Robyns och Jean H.P.A. Ghesquière, och fick sitt nu gällande namn av A.K.van Setten och Paulus Johannes Maria Maas. Annickia lebrunii ingår i släktet Annickia och familjen kirimojaväxter. Inga underarter finns listade i Catalogue of Life.